# Proruby
Proruby (německy Lichtenhain) jsou obec v okrese Rychnov nad Kněžnou v Královéhradeckém kraji. Žije zde 50 obyvatel.

## Historie
První písemná zmínka o obci pochází z roku 1497.

## Obyvatelstvo
| Rok            | 1869 | 1880 | 1890 | 1900 | 1910 | 1921 | 1930 | 1950 | 1961 | 1970 | 1980 | 1991 | 2001 | 2011 | 2021 |
| -------------- | ---- | ---- | ---- | ---- | ---- | ---- | ---- | ---- | ---- | ---- | ---- | ---- | ---- | ---- | ---- |
| Počet obyvatel | 359  | 343  | 315  | 308  | 301  | 277  | 261  | 204  | 148  | 115  | 83   | 55   | 52   | 58   | 49   |
| Počet domů     | 59   | 59   | 59   | 60   | 58   | 58   | 57   | 57   | 45   | 41   | 32   | 46   | 47   | 25   | 47   |

## Obecní správa
Mezi lety 1850–1950 Proruby byly obcí v okrese Rychnov nad Kněžnou (v letech 1850–1890 okres Rychnov). V letech 1961–1990 patřily jako část obce k Lhotám u Potštejna a od 24. listopadu 1990 jsou opět samostatnou obcí.

## Pamětihodnosti
- Venkovská usedlost č. p. 37

## Galerie

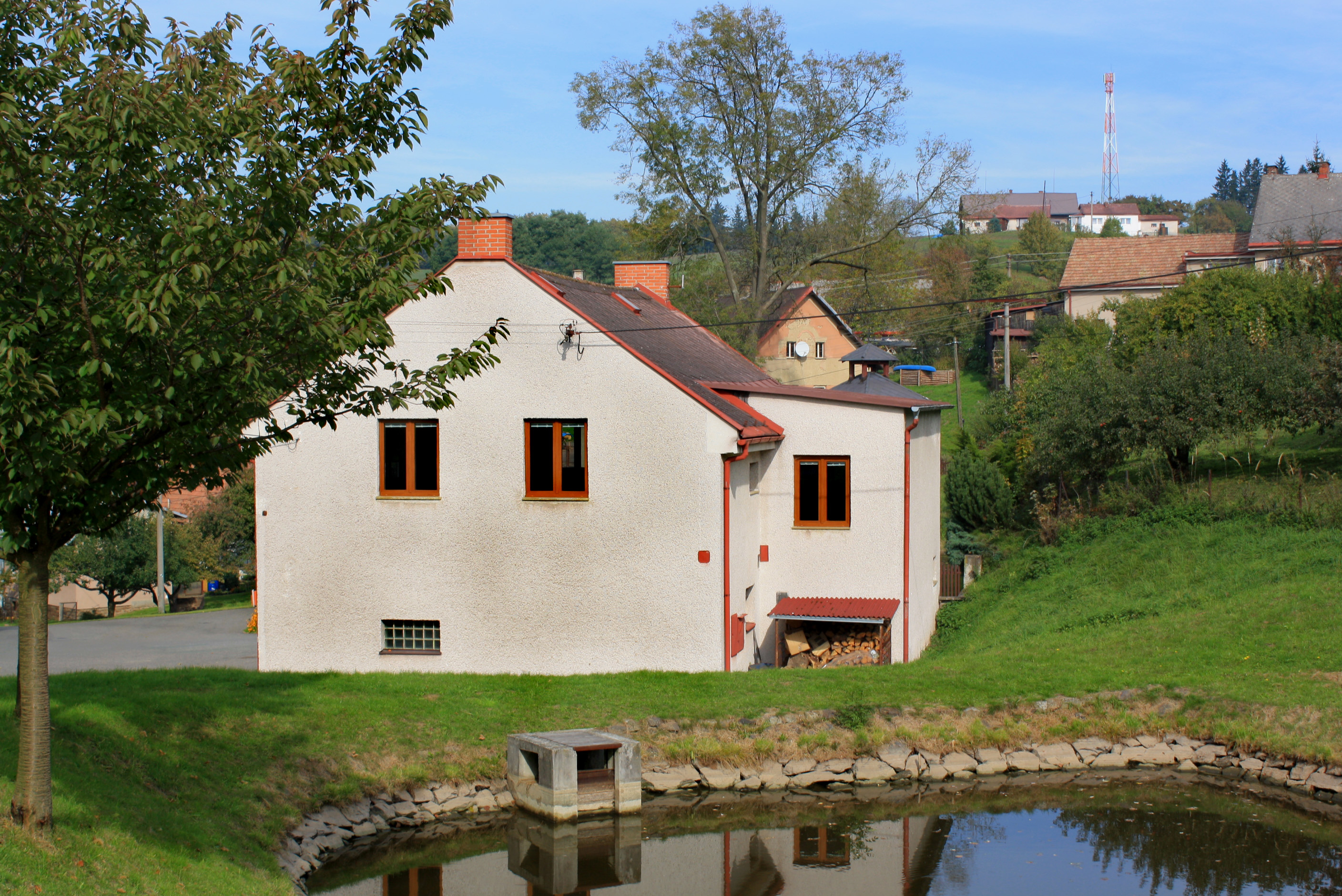
Obecní úřad
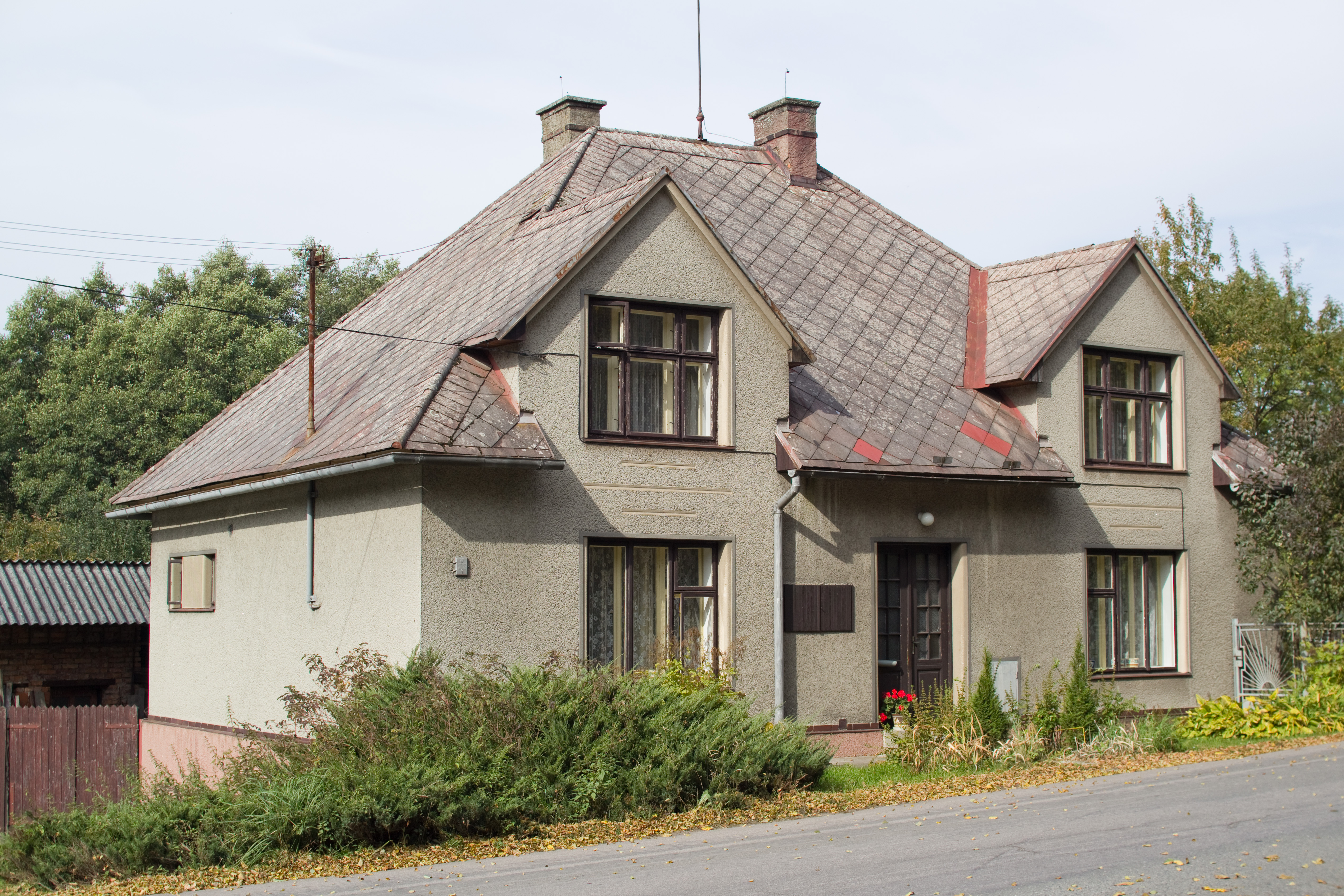
Dům čp. 2
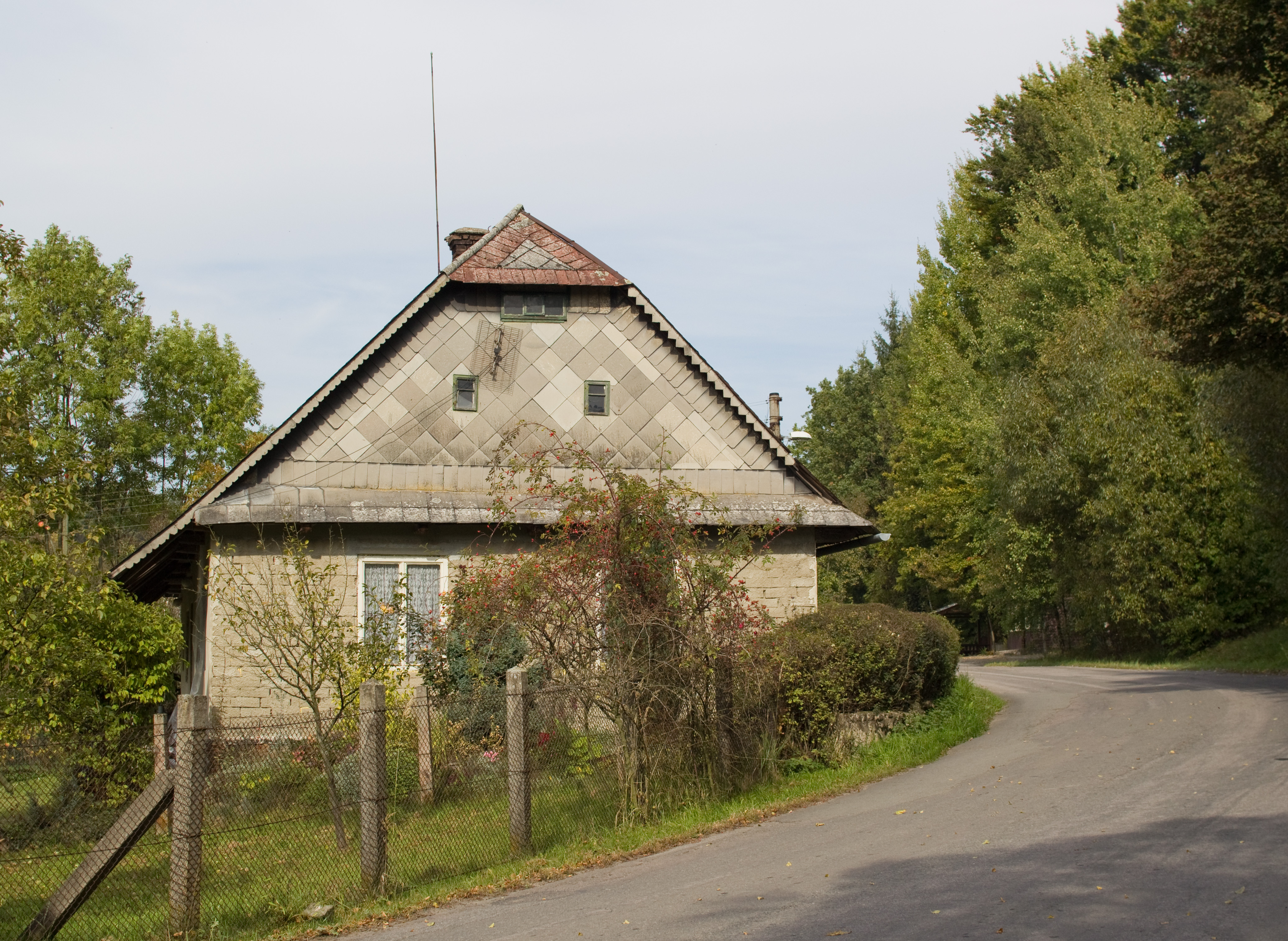
Dům na návsi
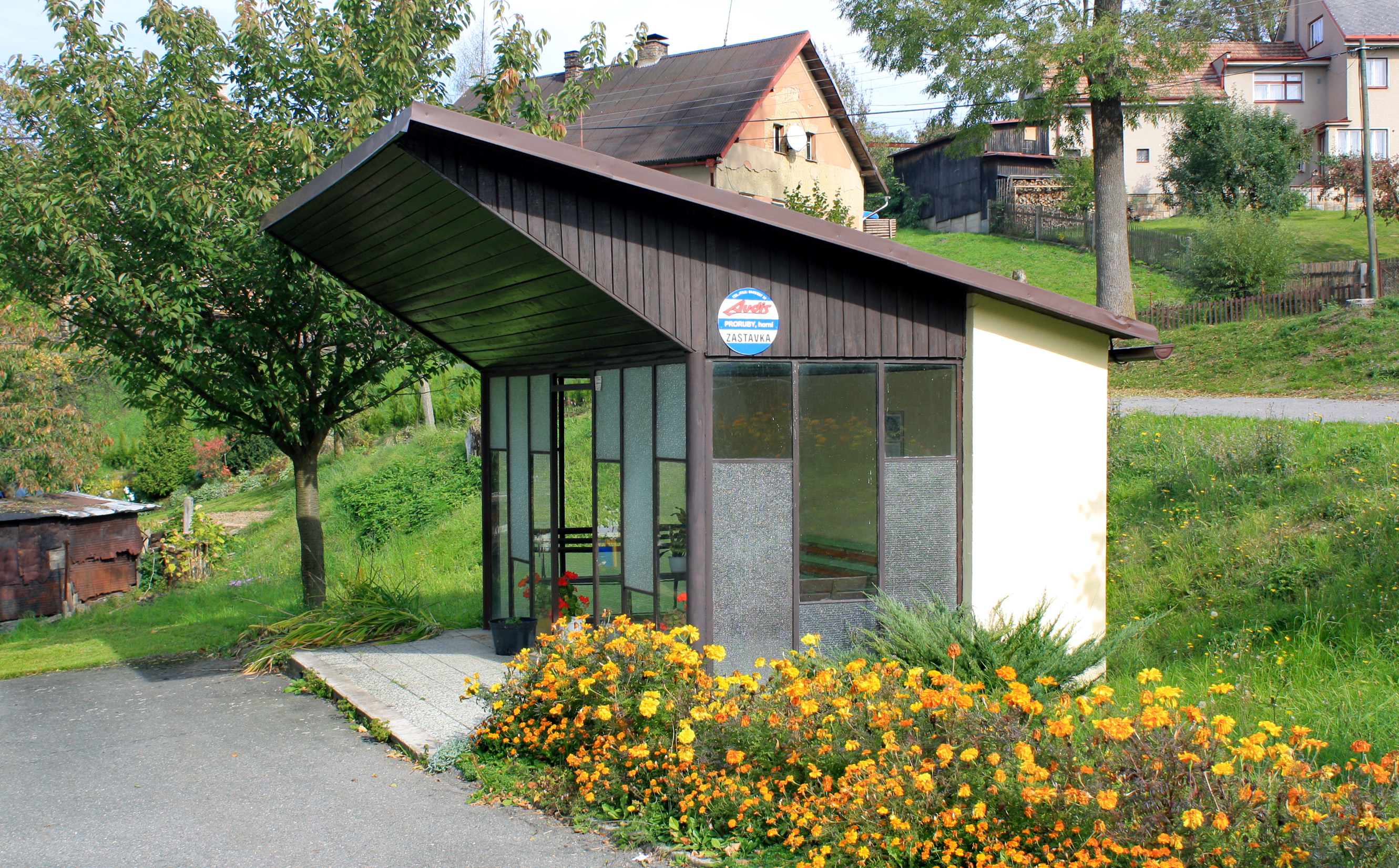
Zastávka